# Alties
Alties (en grec: Ἀλϑίας) va ser un comandant militar hun a l'Imperi Romà d'Orient. És conegut per derrotar Iaudes, líder amazic dels Aurès, i el seu exèrcit amb només 70 homes.

## Biografia
Va comandar una tropa d'auxiliars huns de l'Imperi Romà d'Orient cap al 530 dC.

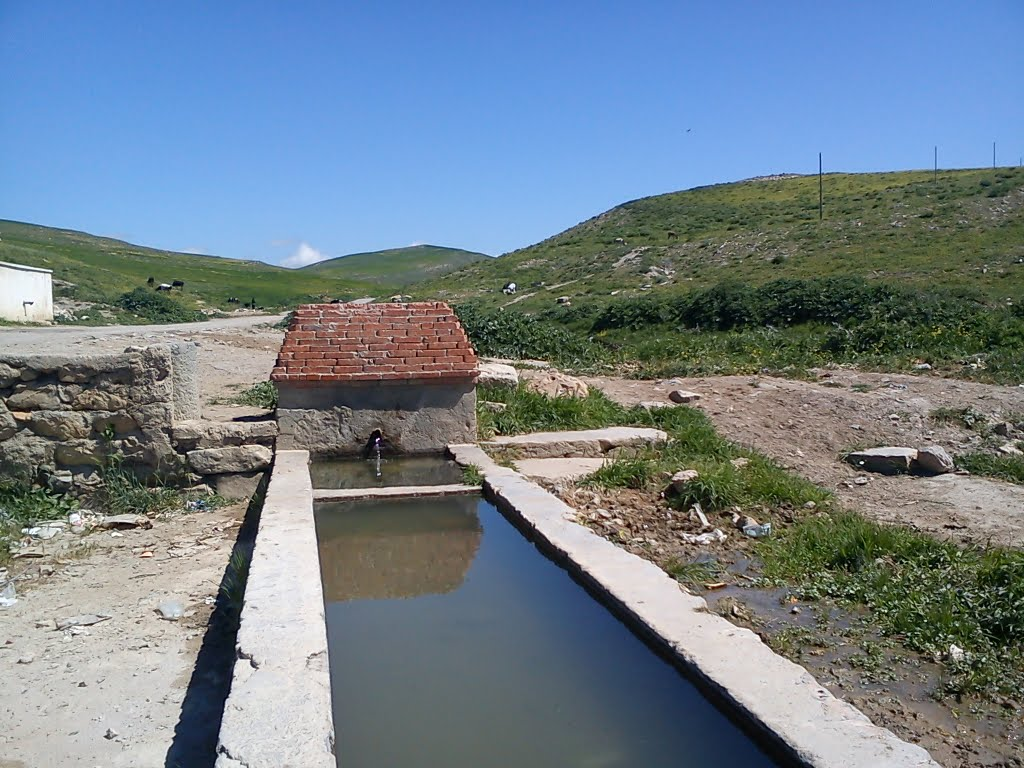
Alties i Iaudes van lluitar prop de la font de Tigisis, actual Aïn el-Bordj, Algèria

Va lluitar pels romans a les guerres romano-amazigues. Durant aquesta guerra va aconseguir la gesta de derrotar Iaudes, rei de l'Aurès, i les seves tropes amb només 70 genets. Va dirigir els seus setanta homes per capturar una font situada a prop d'on Iaudes i la seva tropa estaven atacant. Els amazics van arribar a la font assedegats i Alties, que volia recuperar alguns presoners, va rebutjar la meitat del seu botí a canvi de permetre'ls l'accés a la font, proposant que ell i Iaudes lluitessin en combat singular. Els amazics es van alegrar, ja que Alties era prim i baixet, mentre que Iaudes era el seu millor home. Van lluitar a cavall. Iaudes li va llançar la llança però Alties, per a sorpresa dels amazics, la va atrapar amb la mà dreta. Alties, que era ambidextre, va tensar l'arc amb l'altra mà i va disparar a l'instant al cavall de Iaudes. Els amazics van portar un altre cavall al seu rei, que hi va saltar a sobre i va fugir. Tot l'exèrcit va fugir amb ell, i els huns van recuperar tant els captius com tot el botí.
Procopi va relatar que, gràcies a aquesta gesta, va assolir fama a tota Àfrica.